# Novoplectron serratum
Novoplectron serratum är en insektsart som först beskrevs av Frederick Wollaston Hutton 1904.  Novoplectron serratum ingår i släktet Novoplectron och familjen grottvårtbitare. Inga underarter finns listade i Catalogue of Life.